# 龙川北站
龙川北站位于中国广东省河源市龙川县老隆镇，是京九铁路和漳龙铁路的一座火车站，等级为二等站，建于1996年。车站办理京九、漳龙、畲汕3线的货物到达解编作业和京九线的旅客列车通过作业，不办理客运业务。站内设有汕头机务段和广州北车辆段的专用线。
龙川北站为二等区域性编组站，共有三场，两座到发场位于调车场两侧。其中Ⅰ场设有6条股道，办理京九线下行及漳龙铁路方向货物列车的到发和编发；Ⅲ场设有5条股道，办理京九线上行货物列车的到编。